# Le Bougalou du loup-garou (chanson)
Pour les articles homonymes, voir Boogaloo (homonymie).
Le Bougalou du loup-garou est une chanson humoristique interprétée par Carlos, issue de l'album Le Bougalou du loup-garou. Elle a été écrite par Claude Lemesle et Joe Dassin ; au piano Claude Bolling.
Elle évoque sur un ton léger l'histoire d'un loup-garou qui rencontre Carlos, lequel lui suggère de se lancer dans la chanson. À la surprise de tous, le loup-garou finit par devenir une vedette de la chanson.